# Halowe Mistrzostwa Świata w Lekkoatletyce 2004 – skok wzwyż kobiet
Skok wzwyż kobiet – jedna z konkurencji rozgrywanych podczas halowych mistrzostw świata w lekkoatletyce w 2004. Kwalifikacje odbyły się 6 marca, a finał został rozegrany 7 marca.
Do kwalifikacji zgłoszonych zostało 17 zawodniczek z 12 państw.
Zawody w tej konkurencji wygrała reprezentantka Rosji Jelena Slesarienko. Drugą pozycję zajęła zawodniczka także z Rosji Anna Cziczerowa, trzecią zaś reprezentująca Chorwację Blanka Vlašić.

## Wyniki

### Kwalifikacje
Źródło: 
| Miejsce | Zawodniczka          | Państwo   | Wysokość (m) | Wysokość (m) | Wysokość (m) | Wysokość (m) | Wysokość (m) | Wynik | Uwagi |
| Miejsce | Zawodniczka          | Państwo   | 1,81         | 1,86         | 1,90         | 1,93         | 1,96         | Wynik | Uwagi |
| ------- | -------------------- | --------- | ------------ | ------------ | ------------ | ------------ | ------------ | ----- | ----- |
| 1.      | Wita Pałamar         | Ukraina   | –            | O            | O            | O            | O            | 1,96  |       |
| 1.      | Anna Cziczerowa      | Rosja     | O            | O            | O            | O            | O            | 1,96  |       |
| 1.      | Jelena Slesarienko   | Rosja     | O            | O            | O            | O            | O            | 1,96  |       |
| 1.      | Wiktorija Stiopina   | Ukraina   | O            | O            | O            | O            | O            | 1,96  |       |
| 5.      | Wenelina Wenewa      | Bułgaria  | O            | O            | O            | XO           | XO           | 1,96  | SB    |
| 5.      | Blanka Vlašić        | Chorwacja | –            | O            | O            | XO           | XO           | 1,96  |       |
| 7.      | Daniela Rath         | Niemcy    | –            | –            | O            | O            | XXO          | 1,96  |       |
| 7.      | Marta Mendía         | Hiszpania | O            | O            | O            | O            | XXO          | 1,96  | PB    |
| 9.      | Ruth Beitia          | Hiszpania | O            | XO           | O            | O            | XXX          | 1,93  |       |
| 10.     | Monica Iagăr         | Rumunia   | O            | O            | O            | XXO          | XXX          | 1,93  |       |
| 11.     | Antonella Bevilacqua | Włochy    | O            | O            | O            | XXX          | –            | 1,90  |       |
| 12.     | Romary Rifka         | Meksyk    | O            | O            | XXX          | –            | –            | 1,86  | SB    |
| 12.     | Petrina Price        | Australia | O            | O            | XXX          | –            | –            | 1,86  |       |
| 14.     | Oana Pantelimon      | Rumunia   | O            | XO           | XXX          | –            | –            | 1,86  |       |
| 15.     | Zuzana Hlavoňová     | Czechy    | O            | XXO          | XXX          | –            | –            | 1,86  |       |
| 16.     | Mélanie Skotnik      | Niemcy    | XO           | XXO          | XXX          | –            | –            | 1,86  |       |
| –       | Tia Hellebaut        | Belgia    | –            | –            | –            | –            | –            | DNS   |       |

### Finał
Źródło: 
| Miejsce | Zawodniczka        | Państwo   | Wysokość (m) | Wysokość (m) | Wysokość (m) | Wysokość (m) | Wysokość (m) | Wysokość (m) | Wysokość (m) | Wysokość (m) | Wysokość (m) | Wynik | Uwagi |
| Miejsce | Zawodniczka        | Państwo   | 1,82         | 1,87         | 1,91         | 1,94         | 1,97         | 2,00         | 2,02         | 2,04         | 2,08         | Wynik | Uwagi |
| ------- | ------------------ | --------- | ------------ | ------------ | ------------ | ------------ | ------------ | ------------ | ------------ | ------------ | ------------ | ----- | ----- |
| 01 !    | Jelena Slesarienko | Rosja     | O            | O            | O            | O            | O            | XO           | O            | O            | XX           | 2,04  | WL    |
| 02 !    | Anna Cziczerowa    | Rosja     | O            | O            | O            | O            | XXO          | XO           | XX-          | X            | –            | 2,00  |       |
| 03 !    | Blanka Vlašić      | Chorwacja | –            | O            | –            | O            | O            | XXX          | –            | –            | –            | 1,97  |       |
| 4.      | Wita Pałamar       | Ukraina   | –            | O            | XXO          | O            | O            | XXX          | –            | –            | –            | 1,97  |       |
| 5.      | Daniela Rath       | Niemcy    | –            | O            | O            | O            | XXO          | XXX          | –            | –            | –            | 1,97  |       |
| 6.      | Marta Mendía       | Hiszpania | O            | O            | XO           | XO           | XXX          | –            | –            | –            | –            | 1,94  |       |
| 7.      | Wenelina Wenewa    | Bułgaria  | O            | XXO          | O            | XO           | XXX          | –            | –            | –            | –            | 1,94  |       |
| 8.      | Wiktorija Stiopina | Ukraina   | O            | XO           | O            | XXX          | –            | –            | –            | –            | –            | 1,91  |       |